# Seznam dílů seriálu Vražedná čísla
Toto je seznam dílů seriálu Vražedná čísla.

## Přehled řad
| Řada | Díly | Premiéra v USA | Premiéra v USA  | Premiéra v ČR     | Premiéra v ČR     |
| Řada | Díly | První díl      | Poslední díl    | První díl         | Poslední díl      |
| ---- | ---- | -------------- | --------------- | ----------------- | ----------------- |
| 1    | 13   | 23. ledna 2005 | 13. května 2005 | 26. května 2008   | 18. srpna 2008    |
| 2    | 24   | 23. září 2005  | 19. května 2006 | 18. května 2009   | 22. června 2009   |
| 3    | 24   | 22. září 2006  | 18. května 2007 | 23. června 2009   | 27. července 2009 |
| 4    | 18   | 28. září 2007  | 16. května 2008 | 28. července 2009 | 21. srpna 2009    |
| 5    | 23   | 3. října 2008  | 15. května 2009 | 25. května 2010   | 24. června 2010   |
| 6    | 16   | 25. září 2009  | 12. března 2010 | 14. dubna 2011    | 6. května 2011    |

## Seznam dílů

### První řada (2005)
| Č. v seriálu | Č. v řadě | Původní název         | Český název                | Režie               | Scénář                          | Premiéra v USA  | Premiéra v ČR     |
| ------------ | --------- | --------------------- | -------------------------- | ------------------- | ------------------------------- | --------------- | ----------------- |
| 1            | 1         | Pilot                 | Sériové vraždy             | Mick Jackson        | Nicolas Falacci a Cheryl Heuton | 23. ledna 2005  | 26. května 2008   |
| 2            | 2         | Uncertainty Principle | Příčinné souvislosti       | Davis Guggenheim    | Nicolas Falacci a Cheryl Heuton | 28. ledna 2005  | 2. června 2008    |
| 3            | 3         | Vector                | Vektor                     | David Von Ancken    | Jeff Vlaming                    | 4. února 2005   | 9. června 2008    |
| 4            | 4         | Structural Corruption | Závada konstrukce          | Tim Matheson        | Liz Friedman                    | 11. února 2005  | 16. června 2008   |
| 5            | 5         | Prime Suspect         | Základní okruh podezřelých | Lesli Linka Glatter | Doris Egan                      | 18. února 2005  | 23. června 2008   |
| 6            | 6         | Sabotage              | Sabotáž                    | Lou Antonio         | Liz Friedman                    | 25. února 2005  | 30. června 2008   |
| 7            | 7         | Counterfeit Reality   | Padělaná realita           | Alex Zakrzewski     | Andrew Dettman                  | 11. března 2005 | 7. července 2008  |
| 8            | 8         | Identity Crisis       | Krize identity             | Martha Mitchell     | Wendy West                      | 1. dubna 2005   | 14. července 2008 |
| 9            | 9         | Sniper Zero           | Snajpr nula                | J. Miller Tobin     | Ken Sanzel                      | 15. dubna 2005  | 21. července 2008 |
| 10           | 10        | Dirty Bomb            | Špinavá bomba              | Paris Barclay       | Andrew Dettman                  | 22. dubna 2005  | 28. července 2008 |
| 11           | 11        | Sacrifice             | Oběť                       | Paul Holahan        | Ken Sanzel                      | 29. dubna 2005  | 4. srpna 2008     |
| 12           | 12        | Noisy Edge            | Hluková stopa              | J. Miller Tobin     | Nicolas Falacci a Cheryl Heuton | 6. května 2005  | 11. srpna 2008    |
| 13           | 13        | Man Hunt              | Lovci lidí                 | Martha Mitchell     | Andrew Dettman                  | 13. května 2005 | 18. srpna 2008    |

### Druhá řada (2005–2006)
| Č. v seriálu | Č. v řadě | Původní název       | Český název                    | Režie              | Scénář                          | Premiéra v USA     | Premiéra v ČR   |
| ------------ | --------- | ------------------- | ------------------------------ | ------------------ | ------------------------------- | ------------------ | --------------- |
| 14           | 1         | Judgment Call       | Poslední soud                  | Alex Zakrzewski    | Ken Sanzel                      | 23. září 2005      | 18. května 2009 |
| 15           | 2         | Bettor or Worse     | V dobrém i zlém                | J. Miller Tobin    | Andrew Dettman                  | 30. září 2005      | 19. května 2009 |
| 16           | 3         | Obsession           | Posedlost                      | John Behring       | Robert Port                     | 7. října 2005      | 20. května 2009 |
| 17           | 4         | Calculated Risk     | Vymyšlený risk                 | Bill Eagles        | J. David Harden                 | 14. října 2005     | 21. května 2009 |
| 18           | 5         | Assassin            | Nájemný vrah                   | Bobby Roth         | Nicolas Falacci a Cheryl Heuton | 21. října 2005     | 22. května 2009 |
| 19           | 6         | Soft Target         | Jednoduchý cíl                 | Andy Wolk          | Don McGill                      | 4. listopadu 2005  | 25. května 2009 |
| 20           | 7         | Convergence         | Konvergence                    | Dennis Smith       | Nicolas Falacci a Cheryl Heuton | 11. listopadu 2005 | 26. května 2009 |
| 21           | 8         | In Plain Sight      | První pohled klame             | John Behring       | Julie Hébert                    | 18. listopadu 2005 | 27. května 2009 |
| 22           | 9         | Toxin               | Jed                            | Jefery Levy        | Ken Sanzel                      | 25. listopadu 2005 | 28. května 2009 |
| 23           | 10        | Bones of Contention | Spor o kosti                   | Jeannot Szwarc     | Christos Gage a Ruth Fletcher   | 9. prosince 2005   | 29. května 2009 |
| 24           | 11        | Scorched            | Spáleniště                     | Norberto Barba     | Sean Crouch                     | 16. prosince 2005  | 1. června 2009  |
| 25           | 12        | The OG              | Řetězová reakce                | Rod Holcomb        | Andrew Dettman                  | 6. ledna 2006      | 2. června 2009  |
| 26           | 13        | Double Down         | Dva dole                       | Alex Zakrzewski    | Don McGill                      | 13. ledna 2006     | 3. června 2009  |
| 27           | 14        | Harvest             | Úlovek                         | John Behring       | J. David Harden                 | 27. ledna 2006     | 4. června 2009  |
| 28           | 15        | The Running Man     | Běžící muž                     | Terrence O'Hara    | Ken Sanzel                      | 3. února 2006      | 9. června 2009  |
| 29           | 16        | Protest             | Protest                        | Dennis Smith       | Nicolas Falacci a Cheryl Heuton | 3. března 2006     | 10. června 2009 |
| 30           | 17        | Mind Games          | Hry s myslí                    | Peter Markle       | Andrew Dettman                  | 10. března 2006    | 11. června 2009 |
| 31           | 18        | All's Fair          | Všechno je fér                 | Rob Morrow         | Julie Hébert                    | 31. března 2006    | 12. června 2009 |
| 32           | 19        | Dark Matter         | Temná hmota                    | Peter Ellis        | Don McGill                      | 7. dubna 2006      | 15. června 2009 |
| 33           | 20        | Guns and Roses      | Pistole a růže                 | Stephen Gyllenhaal | Robert Port                     | 21. dubna 2006     | 16. června 2009 |
| 34           | 21        | Rampage             | Přímo v kanceláři / Přestřelka | J. Miller Tobin    | Ken Sanzel                      | 28. dubna 2006     | 17. června 2009 |
| 35           | 22        | Backscatter         | Zpět ke zdroji                 | Bill Eagles        | Nicolas Falacci a Cheryl Heuton | 5. května 2006     | 18. června 2009 |
| 36           | 23        | Undercurrents       | Spodní proudy                  | J. Miller Tobin    | J. David Harden                 | 12. května 2006    | 19. června 2009 |
| 37           | 24        | Hot Shot            | Předávkování                   | John Behring       | Barry Schindel                  | 19. května 2006    | 22. června 2009 |

### Třetí řada (2006–2007)
| Č. v seriálu | Č. v řadě | Původní název          | Český název              | Režie               | Scénář                          | Premiéra v USA     | Premiéra v ČR     |
| ------------ | --------- | ---------------------- | ------------------------ | ------------------- | ------------------------------- | ------------------ | ----------------- |
| 38           | 1         | Spree (Part 1)         | Vražedná série (1. část) | John Behring        | Ken Sanzel                      | 22. září 2006      | 23. června 2009   |
| 39           | 2         | Two Daughters (Part 2) | Vražedná série (2. část) | Alex Zakrzewski     | Ken Sanzel                      | 29. září 2006      | 24. června 2009   |
| 40           | 3         | Provenance             | Původ                    | David Von Ancken    | Don McGill                      | 6. října 2006      | 25. června 2009   |
| 41           | 4         | The Mole               | Špión                    | Stephen Gyllenhaal  | Robert Port                     | 13. října 2006     | 26. června 2009   |
| 42           | 5         | Traffic                | Provoz                   | J. Miller Tobin     | Nicolas Falacci a Cheryl Heuton | 20. října 2006     | 29. června 2009   |
| 43           | 6         | Longshot               | Outsider                 | John Behring        | J. David Harden                 | 27. října 2006     | 30. června 2009   |
| 44           | 7         | Blackout               | Výpadek proudu           | Scott Lautanen      | Andrew Dettman                  | 3. listopadu 2006  | 1. července 2009  |
| 45           | 8         | Hardball               | Baseball                 | Fred Keller         | Nicolas Falacci a Cheryl Heuton | 10. listopadu 2006 | 2. července 2009  |
| 46           | 9         | Waste Not              | Ochrana přírody          | J. Miller Tobin     | Julie Hébert                    | 17. listopadu 2006 | 3. července 2009  |
| 47           | 10        | Brutus                 | Projekt Brutus           | Oz Scott            | Ken Sanzel                      | 24. listopadu 2006 | 7. července 2009  |
| 48           | 11        | Killer Chat            | Vražedný chat            | Chris Hartwill      | Don McGill                      | 15. prosince 2006  | 8. července 2009  |
| 49           | 12        | Nine Wives             | Devět manželek           | Julie Hébert        | Julie Hébert                    | 5. ledna 2007      | 9. července 2009  |
| 50           | 13        | Finders Keepers        | Honba za pokladem        | Colin Bucksey       | Andrew Dettman                  | 12. ledna 2007     | 10. července 2009 |
| 51           | 14        | Take Out               | Vybít si vztek           | Leslie Libman       | Sean Crouch                     | 2. února 2007      | 13. července 2009 |
| 52           | 15        | End of Watch           | Konec hlídky             | Michael Watkins     | Robert Port a Mark Llewellyn    | 9. února 2007      | 14. července 2009 |
| 53           | 16        | Contenders             | Soupeři                  | Alex Zakrzewski     | J. David Harden                 | 16. února 2007     | 15. července 2009 |
| 54           | 17        | One Hour               | Jedna hodina             | J. Miller Tobin     | Ken Sanzel                      | 23. února 2007     | 16. července 2009 |
| 55           | 18        | Democracy              | Demokracie               | Steve Boyum         | Nicolas Falacci a Cheryl Heuton | 9. března 2007     | 17. července 2009 |
| 56           | 19        | Pandora's Box          | Pandořina skříňka        | Dennis Smith        | Andrew Black                    | 30. března 2007    | 20. července 2009 |
| 57           | 20        | Burn Rate              | Míra spalování           | Frederick K. Keller | Don McGill                      | 6. dubna 2007      | 21. července 2009 |
| 58           | 21        | The Art of Reckoning   | Zúčtování                | John Behring        | Juile Hébert                    | 27. dubna 2007     | 22. července 2009 |
| 59           | 22        | Under Pressure         | Pod tlakem               | J. Miller Tobin     | Andrew Dettman                  | 4. května 2007     | 23. července 2009 |
| 60           | 23        | Money For Nothing      | Snadný výdělek           | Stephen Gyllenhaal  | Nicolas Falacci a Cheryl Heuton | 11. května 2007    | 24. července 2009 |
| 61           | 24        | The Janus List         | Janusův seznam           | John Behring        | Robert Port a Ken Sanzel        | 18. května 2007    | 27. července 2009 |

### Čtvrtá řada (2007–2008)
| Č. v seriálu | Č. v řadě | Původní název       | Český název          | Režie                | Scénář                          | Premiéra v USA     | Premiéra v ČR     |
| ------------ | --------- | ------------------- | -------------------- | -------------------- | ------------------------------- | ------------------ | ----------------- |
| 62           | 1         | Trust Metric        | Míra důvěry          | Tony Scott           | Ken Sanzel                      | 28. září 2007      | 28. července 2009 |
| 63           | 2         | Hollywood Homicide  | Hollywoodská vražda  | Alexander Zakrzewski | Andy Dettmann                   | 5. října 2007      | 29. července 2009 |
| 64           | 3         | Velocity            | Rychlost             | Fred Keller          | Nicolas Falacci a Cheryl Heuton | 12. října 2007     | 30. července 2009 |
| 65           | 4         | Thirteen            | Třináct              | Ralph Hemecker       | Don McGill                      | 19. října 2007     | 31. července 2009 |
| 66           | 5         | Robin Hood          | Robin Hood           | J. Miller Tobin      | Robert Port                     | 26. října 2007     | 3. srpna 2009     |
| 67           | 6         | In Security         | V bezpečí            | Stephen Gyllenhaal   | Sean Crouch                     | 2. listopadu 2007  | 4. srpna 2009     |
| 68           | 7         | Primacy             | Vítězství            | Chris Hartwill       | Julie Hébert                    | 9. listopadu 2007  | 5. srpna 2009     |
| 69           | 8         | Tabu                | Zákaz                | Alex Zakrzewski      | Sekou Hamilton                  | 16. listopadu 2007 | 6. srpna 2009     |
| 70           | 9         | Graphic             | Komiks               | John Behring         | Nicolas Falacci a Cheryl Heuton | 23. listopadu 2007 | 7. srpna 2009     |
| 71           | 10        | Chinese Box         | Čínská krabička      | Dennis Smith         | Ken Sanzel                      | 14. prosince 2007  | 10. srpna 2009    |
| 72           | 11        | Breaking Point      | Bod zlomu            | Craig Ross, Jr.      | Andrew Dettman                  | 11. ledna 2008     | 11. srpna 2009    |
| 73           | 12        | Power               | Pravomoc             | Julie Hébert         | Julie Hébert                    | 18. ledna 2008     | 13. srpna 2009    |
| 74           | 13        | Black Swan          | Černá labuť          | John Behring         | Ken Sanzel                      | 4. dubna 2008      | 14. srpna 2009    |
| 75           | 14        | Checkmate           | Mat                  | Stephen Gyllenhaal   | Robert Port                     | 11. dubna 2008     | 17. srpna 2009    |
| 76           | 15        | End Game            | Poslední hra         | Dennis Smith         | Don McGill                      | 25. dubna 2008     | 18. srpna 2009    |
| 77           | 16        | Atomic No. 33       | Atomové číslo 33     | Leslie Libman        | Sean Crouch                     | 2. května 2008     | 19. srpna 2009    |
| 78           | 17        | Pay to Play         | Plať, abys mohl hrát | Alex Zakrzewski      | Steve Cohen a Andrew Dettman    | 9. května 2008     | 20. srpna 2009    |
| 79           | 18        | When Worlds Collide | Když se hroutí světy | John Behring         | Nicolas Falacci a Cheryl Heuton | 16. května 2008    | 21. srpna 2009    |

### Pátá řada (2008–2009)
| Č. v seriálu | Č. v řadě | Původní název        | Český název            | Režie                 | Scénář                          | Premiéra v USA     | Premiéra v ČR   |
| ------------ | --------- | -------------------- | ---------------------- | --------------------- | ------------------------------- | ------------------ | --------------- |
| 80           | 1         | High Exposure        | Vysoké riziko          | Alex Zakrzewski       | Nicolas Falacci a Cheryl Heuton | 3. října 2008      | 25. května 2010 |
| 81           | 2         | The Decoy Effect     | Návnada                | Ralph Hemecker        | Ken Sanzel                      | 10. října 2008     | 26. května 2010 |
| 82           | 3         | Blowback             | Nový začátek           | Dennis Smith          | Robert Port                     | 17. října 2008     | 27. května 2010 |
| 83           | 4         | Jack of All Trades   | Všeuměl                | Stephen Gyllenhaal    | Andrew Dettmann                 | 24. října 2008     | 28. května 2010 |
| 84           | 5         | Scan Man             | Scan Man               | Craig Ross, Jr.       | Don McGill                      | 31. října 2008     | 31. května 2010 |
| 85           | 6         | Magic Show           | Magická show           | John Behring          | Sean Crouch                     | 7. listopadu 2008  | 1. června 2010  |
| 86           | 7         | Charlie Don't Surf   | Charlie neumí surfovat | Emilio Estevez        | Steve Hawk                      | 14. listopadu 2008 | 2. června 2010  |
| 87           | 8         | Thirty-Six Hours     | Třicet šest hodin      | Rod Holcomb           | Julie Hébert                    | 21. listopadu 2008 | 3. června 2010  |
| 88           | 9         | Conspiracy Theory    | Konspirační teorie     | Dennis Smith          | Robert Port                     | 5. prosince 2008   | 4. června 2010  |
| 89           | 10        | Frienemies           | Kamarádi naoko         | Steve Boyum           | Nicolas Falacci a Cheryl Heuton | 19. prosince 2008  | 7. června 2010  |
| 90           | 11        | Arrow of Time        | Šipka času             | Ken Sanzel            | Ken Sanzel                      | 9. ledna 2009      | 8. června 2010  |
| 91           | 12        | Jacked               | Podfuk                 | Stephen Gyllenhaal    | Don McGill                      | 16. ledna 2009     | 9. června 2010  |
| 92           | 13        | Trouble In Chinatown | Nesnáze v Malé Číně    | Julie Hébert          | Peter MacNicol                  | 23. ledna 2009     | 10. června 2010 |
| 93           | 14        | Sneakerhead          | Sběratel bot           | Emilio Estevez        | Aaron Rahsaan Thomas            | 6. února 2009      | 11. června 2010 |
| 94           | 15        | Guilt Trip           | Vinný nevinný          | Gwyneth Horder-Payton | Mary Leah Sutton                | 13. února 2009     | 14. června 2010 |
| 95           | 16        | Cover Me             | Kryj mě                | Rob Morrow            | Andrew Dettmann                 | 27. února 2009     | 15. června 2010 |
| 96           | 17        | First Law            | První zákon            | Steve Boyum           | Sean Crouch                     | 6. března 2009     | 16. června 2010 |
| 97           | 18        | 12:01 AM             | Minuta po půlnoci      | Ralph Helmecker       | Robert Port                     | 13. března 2009    | 17. června 2010 |
| 98           | 19        | Animal Rites         | Práva zvířat           | Ron Garcia            | Julie Hébert                    | 10. dubna 2009     | 18. června 2010 |
| 99           | 20        | The Fifth Man        | Pátý člověk            | Ken Sanzel            | Don McGill                      | 24. dubna 2009     | 21. června 2010 |
| 100          | 21        | Disturbed            | Vyrušení               | Dennis Smith          | Nicolas Falacci a Cheryl Heuton | 1. května 2009     | 22. června 2010 |
| 101          | 22        | Greatest Hits        | Perfektní zločiny      | Stephen Gyllenhaal    | Andrew Dettmann                 | 8. května 2009     | 23. června 2010 |
| 102          | 23        | Angels and Devils    | Anděl a ďáblové        | Alex Zakrzewski       | Ken Sanzel                      | 15. května 2009    | 24. června 2010 |

### Šestá řada (2009–2010)
| Č. v seriálu | Č. v řadě | Původní název      | Český název         | Režie                 | Scénář                             | Premiéra v USA     | Premiéra v ČR  |
| ------------ | --------- | ------------------ | ------------------- | --------------------- | ---------------------------------- | ------------------ | -------------- |
| 103          | 1         | Hangman            | Katův paradox       | Ken Sanzel            | Ken Sanzel                         | 25. září 2009      | 14. dubna 2011 |
| 104          | 2         | Friendly Fire      | Přátelská smrt      | Rod Holcomb           | Mark Llewellyn a Robert David Port | 2. října 2009      | 15. dubna 2011 |
| 105          | 3         | 7 Men Out          | Ruská ruleta        | Alex Zakrzewski       | Don McGill                         | 9. října 2009      | 18. dubna 2011 |
| 106          | 4         | Where Credit's Due | Autor neznámý       | Dennis Smith          | Andy Dettmann                      | 16. října 2009     | 19. dubna 2011 |
| 107          | 5         | Hydra              | Hydra               | Ralph Hemecker        | Sean Crouch                        | 23. října 2009     | 20. dubna 2011 |
| 108          | 6         | Dreamland          | Říše snů            | Stephen Gyllenhaal    | Nicolas Falacci a Cheryl Heuton    | 30. října 2009     | 21. dubna 2011 |
| 109          | 7         | Shadow Markets     | Černý trh           | Julie Hébert          | Julie Hébert                       | 6. listopadu 2009  | 22. dubna 2011 |
| 110          | 8         | Ultimatum          | Ultimátum           | Dennis Smith          | Robert David Port                  | 13. listopadu 2009 | 26. dubna 2011 |
| 111          | 9         | Con Job            | Podvod              | Ralph Hemecker        | Don McGill                         | 20. listopadu 2009 | 27. dubna 2011 |
| 112          | 10        | Old Soldiers       | Veteráni            | Ken Sanzel            | Steve Cohen                        | 4. prosince 2009   | 28. dubna 2011 |
| 113          | 11        | Scratch            | Škrábání            | Stephen Gyllenhaal    | Mary Leah Sutton                   | 8. ledna 2010      | 29. dubna 2011 |
| 114          | 12        | Arm in Arms        | Zbraně zabíjejí     | Gwyneth Horder-Payton | Andy Dettmann                      | 15. ledna 2010     | 2. května 2011 |
| 115          | 13        | Devil Girl         | Ďábelská holka      | Stephen Gyllenhaal    | Julie Hébert                       | 29. ledna 2010     | 3. května 2011 |
| 116          | 14        | And the Winner Is… | A vítězem se stává… | Ralph Hemecker        | Gary Rieck                         | 5. února 2010      | 4. května 2011 |
| 117          | 15        | Growin' Up         | Dospívání           | Rob Morrow            | Robert Port                        | 5. března 2010     | 5. května 2011 |
| 118          | 16        | Cause and Effect   | Příčina a následek  | Nicolas Falacci       | Nicolas Falacci a Cheryl Heuton    | 12. března 2010    | 6. května 2011 |